# Andrea Remo Verone
Andrea Remo Verone (* 9. März 1972 in Freiburg im Breisgau) ist ein deutsch-italienischer Schauspieler. Er lebt zurzeit auf Mallorca.

## Leben und Karriere
Er besuchte die Freiburger Schauspielschule und spielte seit 2000 unter anderem in folgenden Theaterstücken mit: „Patrizia und der Handlungsreisende“ Leo Simpson, „Der Lügner“ von Carlo Goldoni, „Fräulein Julie“ von August Strindberg, „Heute Abend wird aus dem Stegreif gespielt“ von Luigi Pirandello (Internationales Theaterfestival Sibiu, Rumänien), „Viktor, oder die Kinder an der Macht“ von Roger Vitrac.
Verone war in verschiedenen Kino- und TV-Produktionen zu sehen, wie „Nicht Fisch nicht Fleisch“ Kinoproduktion/ZDF, „Unser Pappa“ Studio: Hamburg ARD, „Bloch“ SWR, „Edith und Hermine“ ARD Degeto. Als Gründer, Koordinator und Projektleiter von „Mallorca-Schauspiel“ ist er seit 2007 als Regisseur und Dozent für die Fächer Schauspiel und Improvisation in der professionellen Schauspielausbildung tätig.